# Eero Aarnio
Eero Aarnio (n. 21 iulie 1932, Helsingfors, Finlanda) este un designer de interior și mobilier finlandez. El a devenit cunoscut în special pentru proiectele sale pentru scaune din plastic și din fibră de sticlă. 
Aarnio a studiat la Institute of Industrial Arts din Helsinki și și-a înființat propriul birou în 1962.  În anul următor, el a proiectat faimosul Ball Chair, care a fost prezentat în 1966 la Târgul Internațional de Mobilă din Köln. Aceasta a fost deschiderea internațională pentru Eero Aarnio și începutul unei întregi colecții de proiecte din fibră de sticlă. Bubble Chair a fost similar creat în 1968. Un alt scaun important proiectat de Aarnio este Pastil Chair, care a primit American Industrial Award în 1968. 
Eero Aarnio a fost unul dintre primii designeri finlandezi care lucrează cu materiale artificiale, cum ar fi fibră de sticlă, sticlă acrilică și plastic. Proiectele sale sunt o parte importantă a anilor 1960 și, de asemenea, o parte a multor filme SF. 
Eero Aarnio este încă activ ca designer de interior și mobilier. 

## Galerie

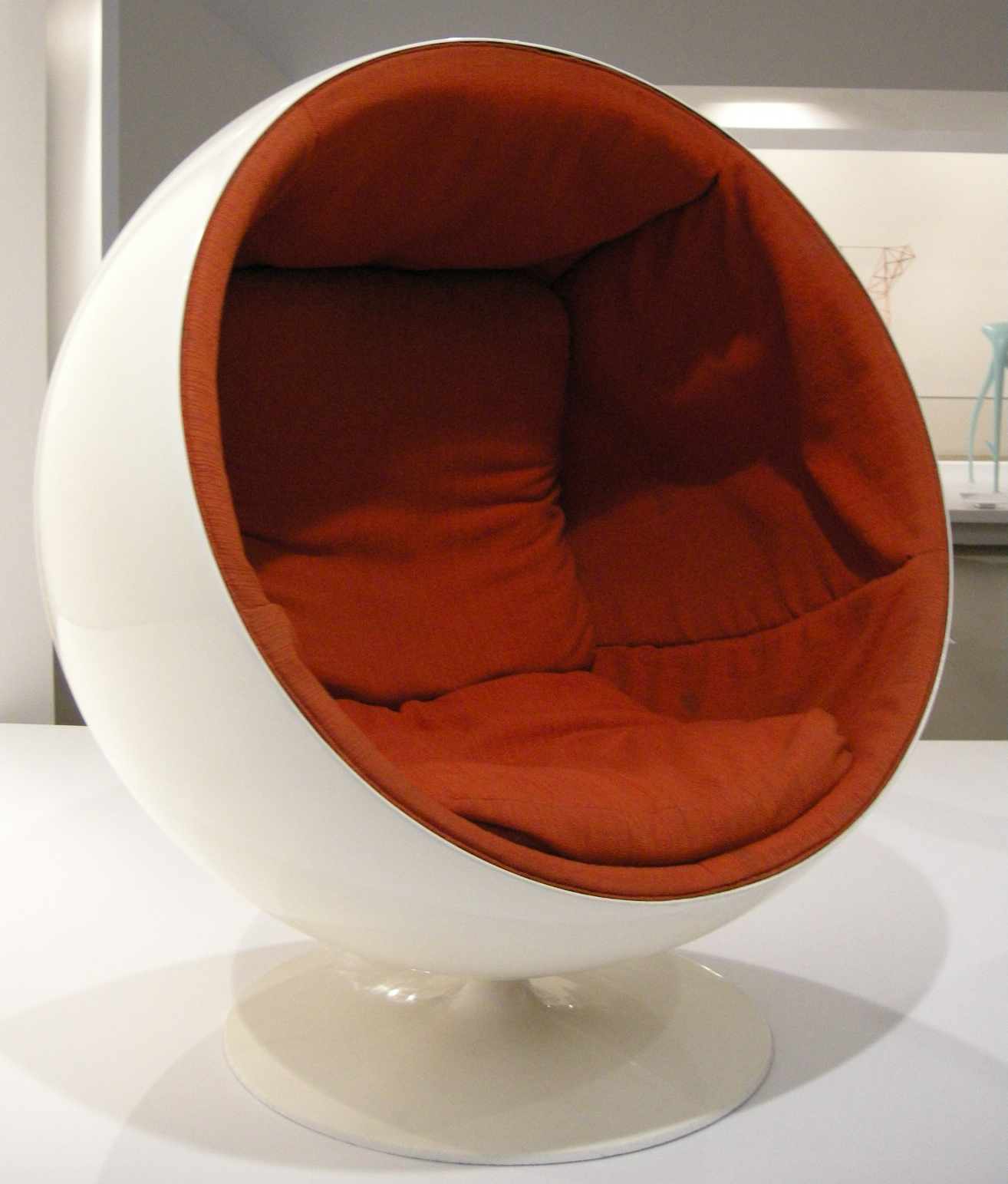
Globe chair
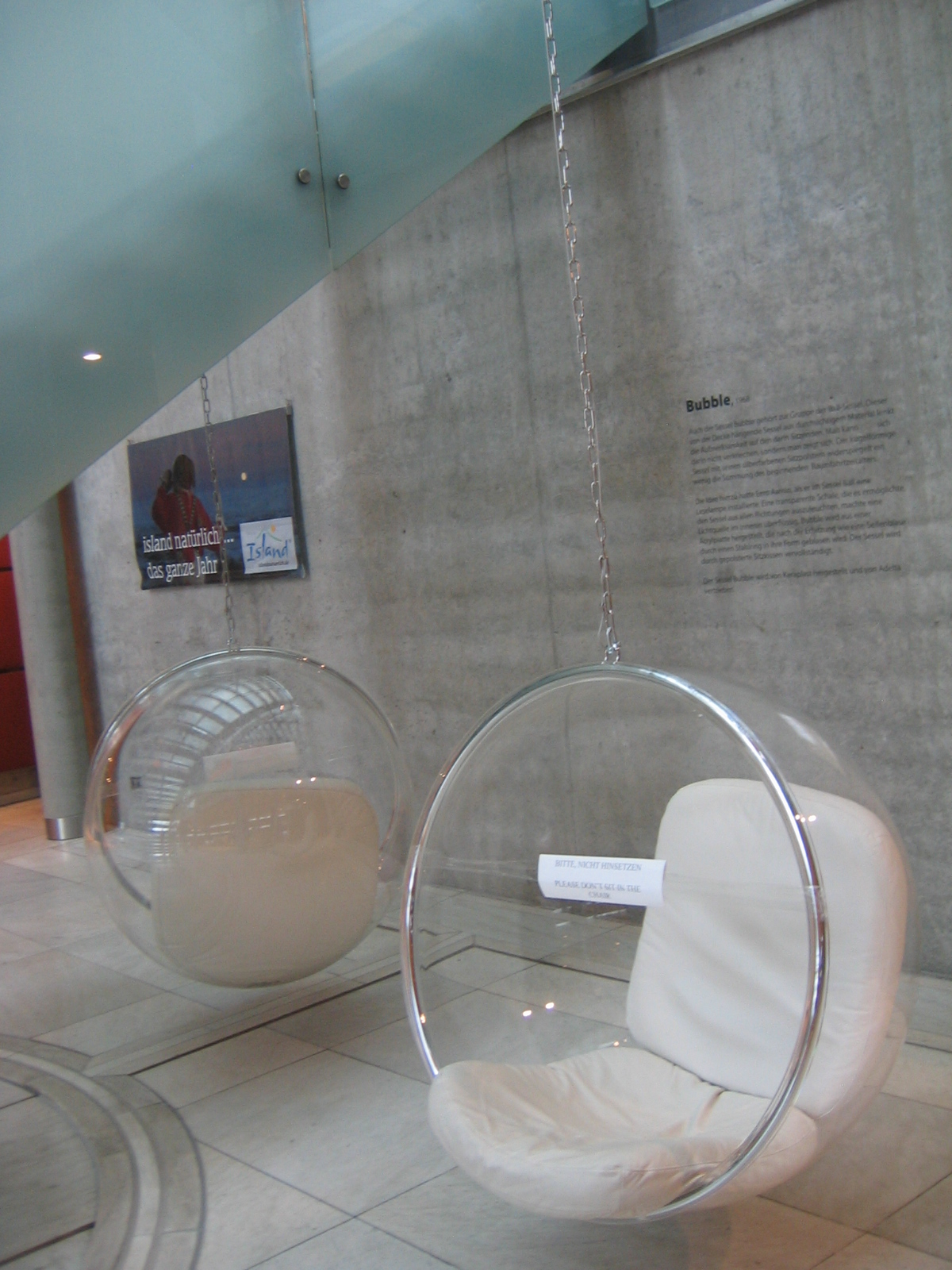
Bubble chair
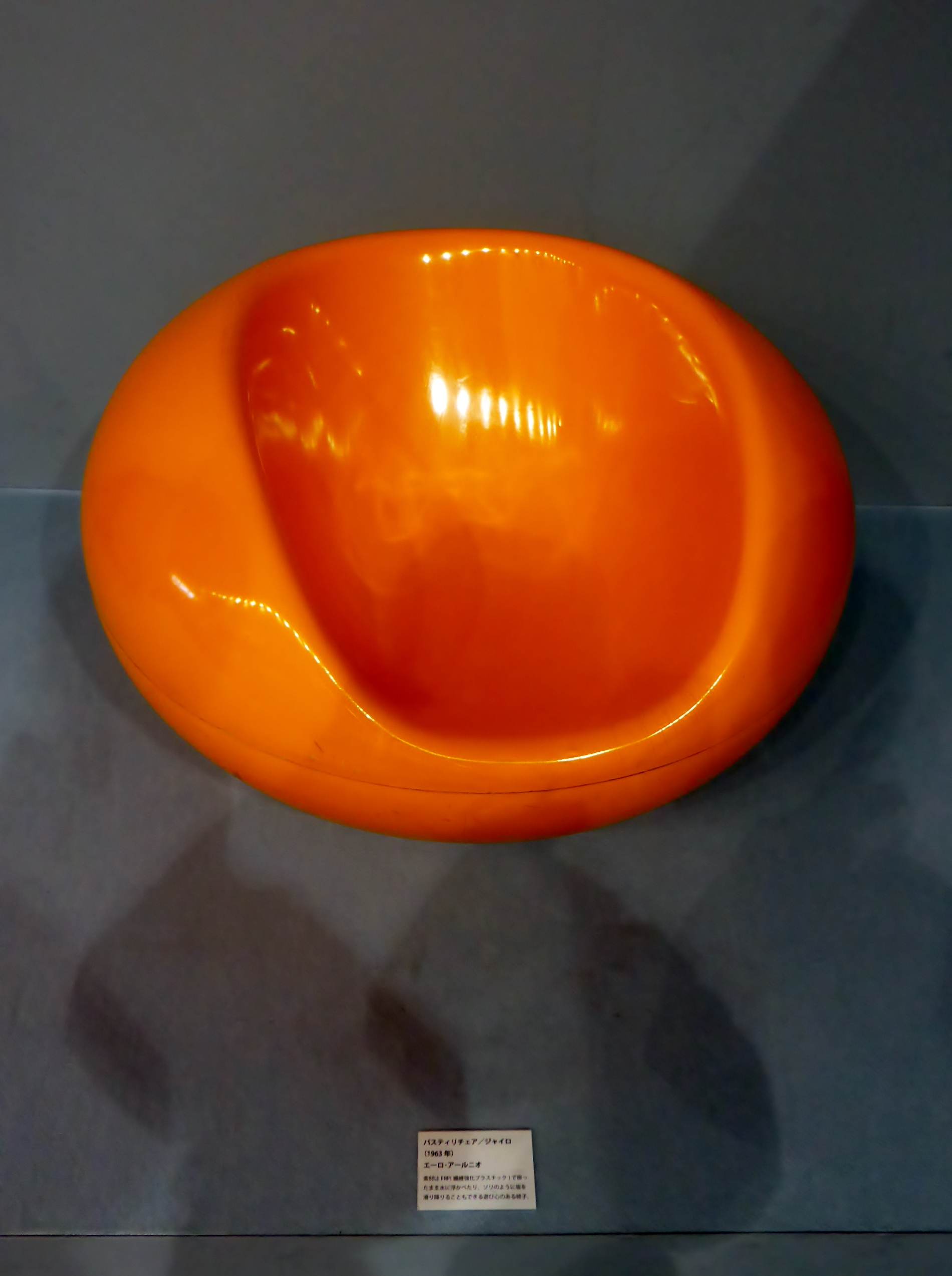
Pastilli chair
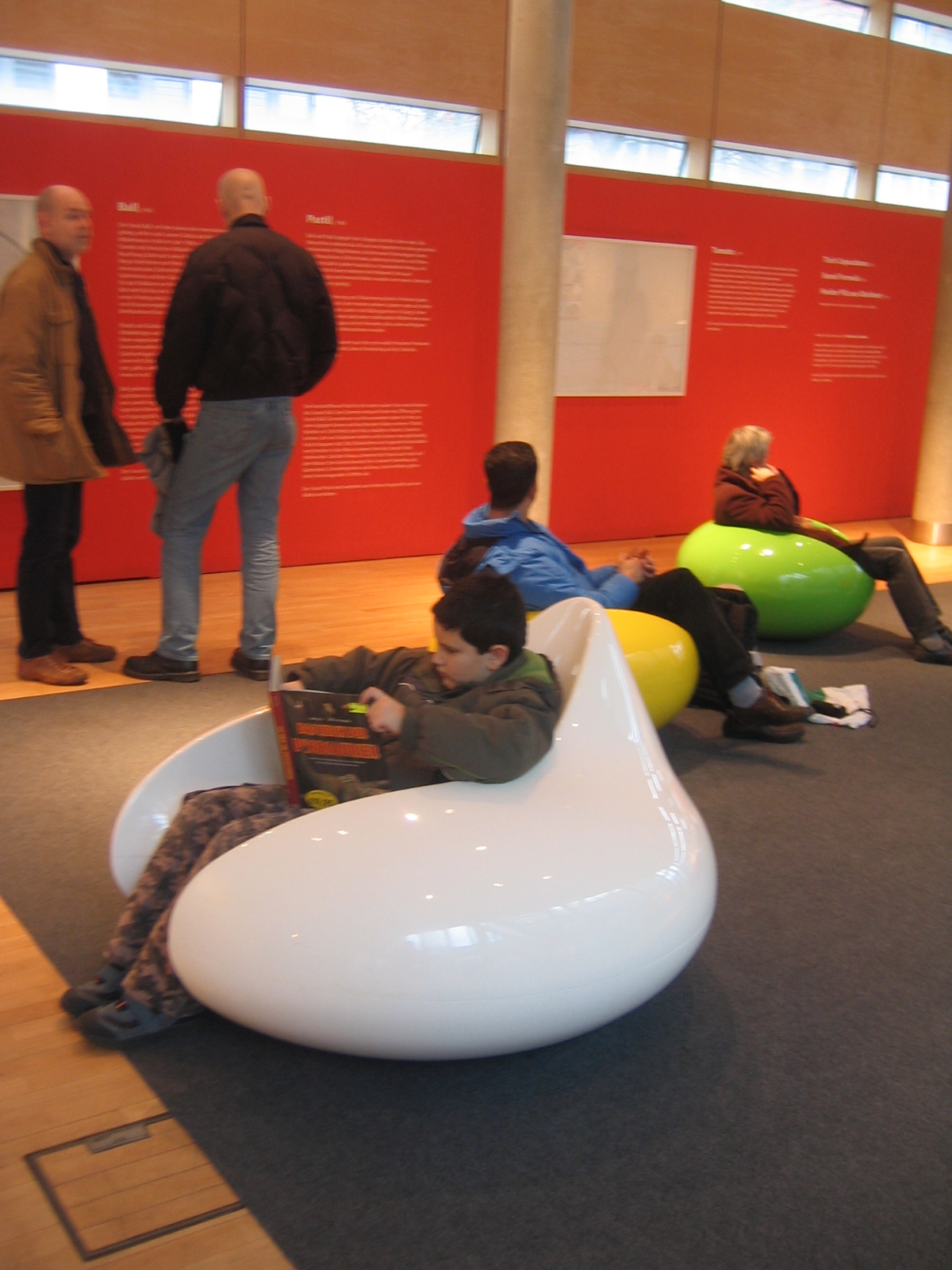
Formula chair
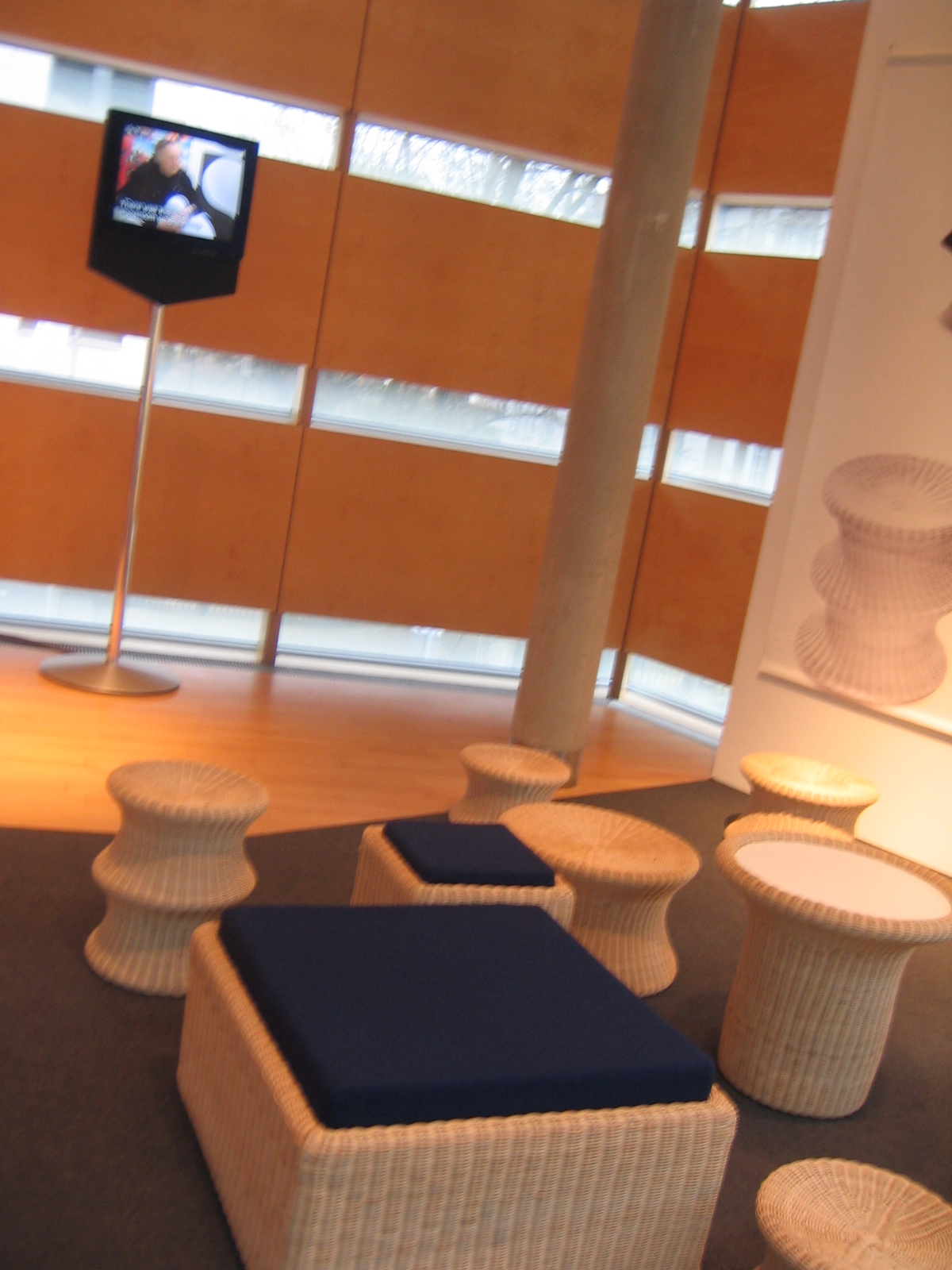
Mushroom stool
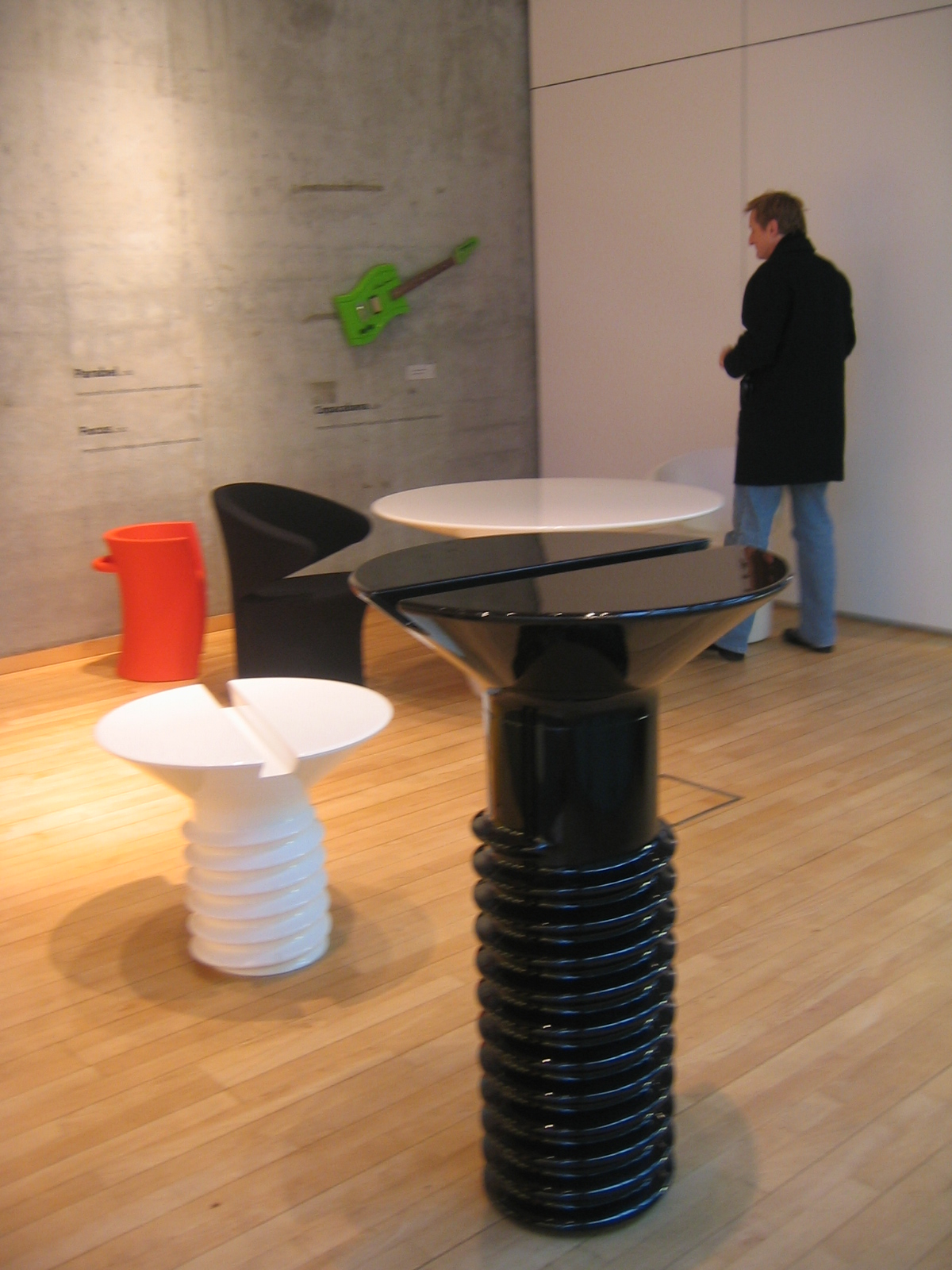
Screw tables
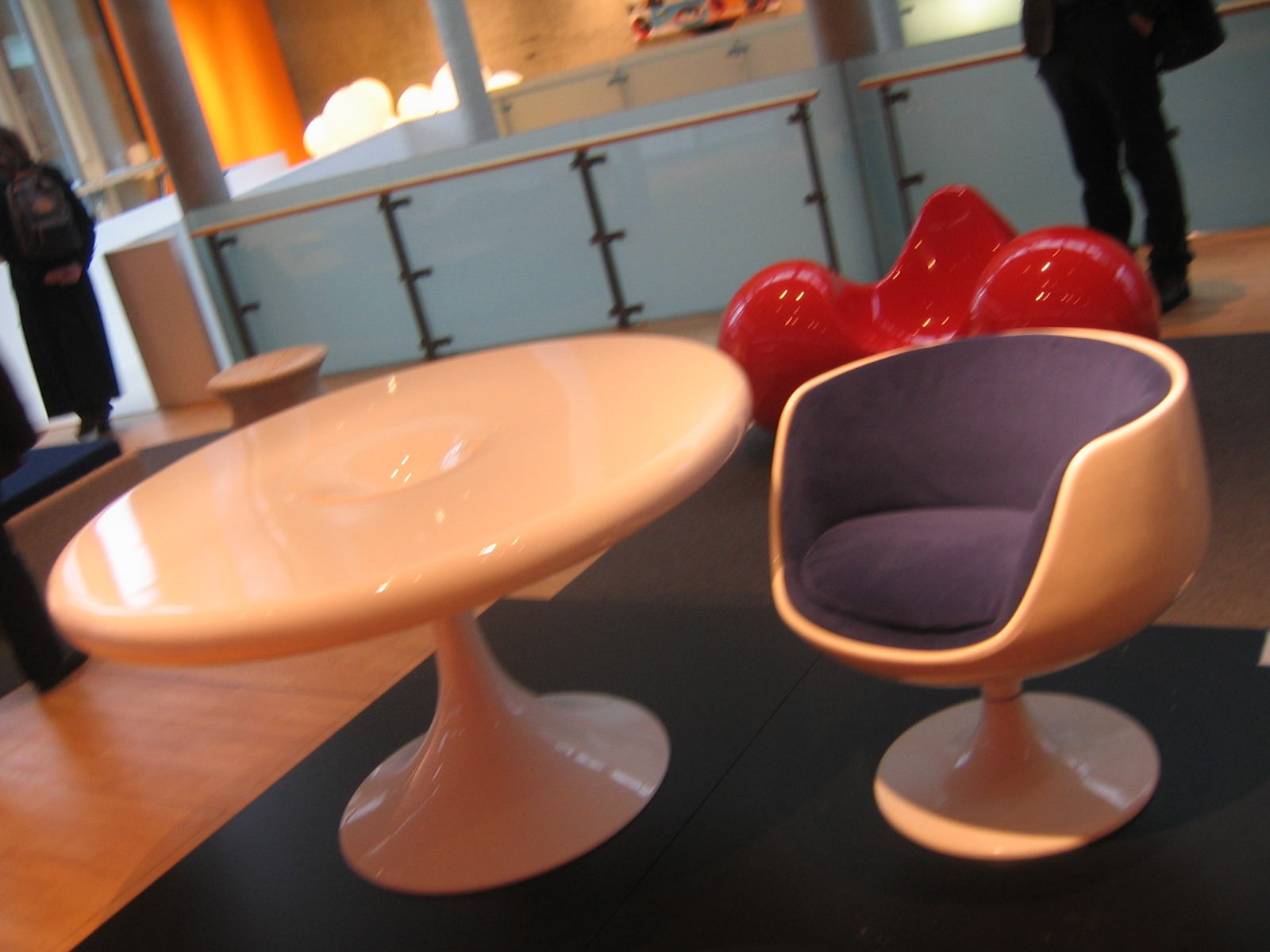
Retrospectivă în Berlin
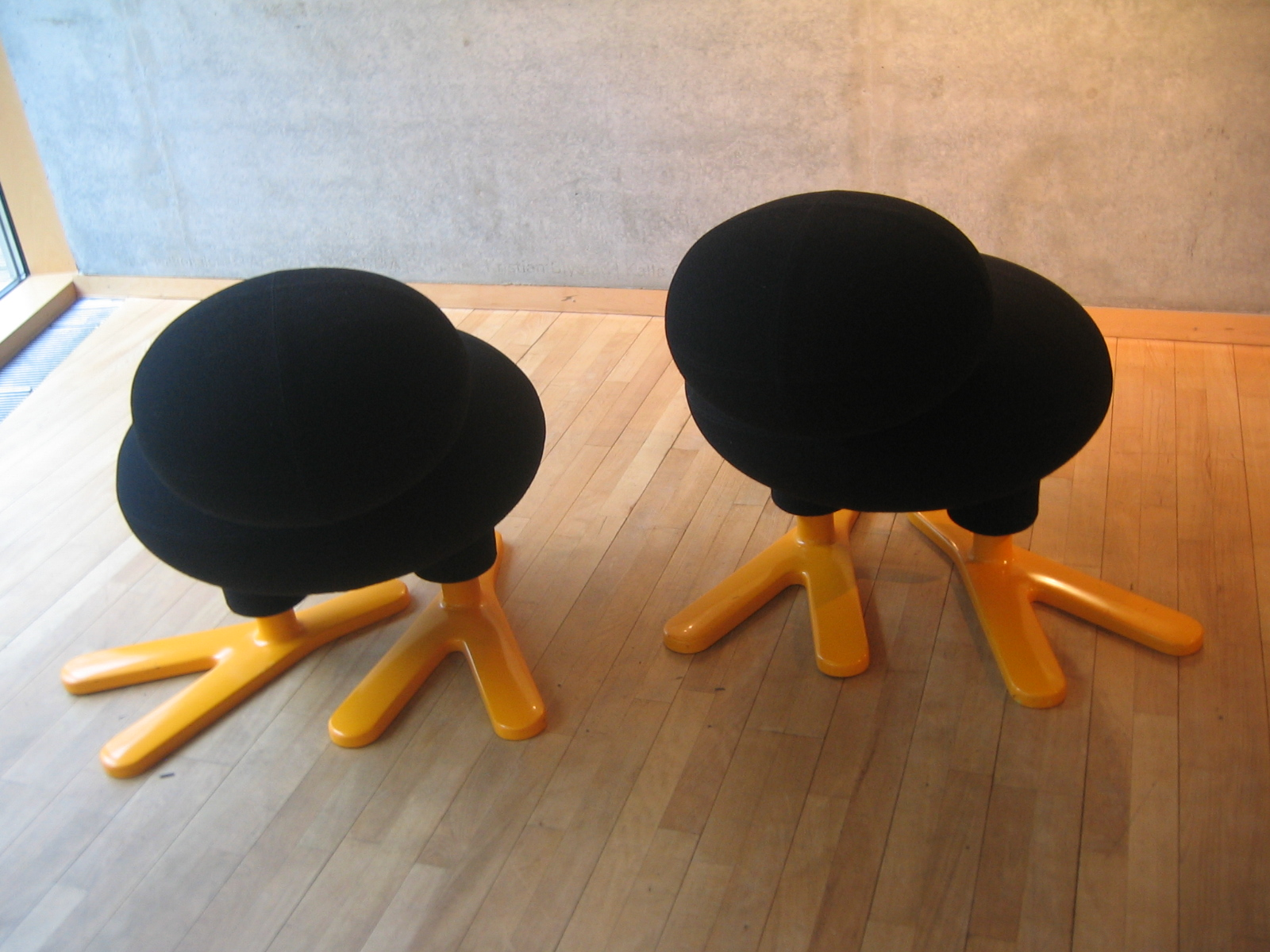
Tipi and Tipi
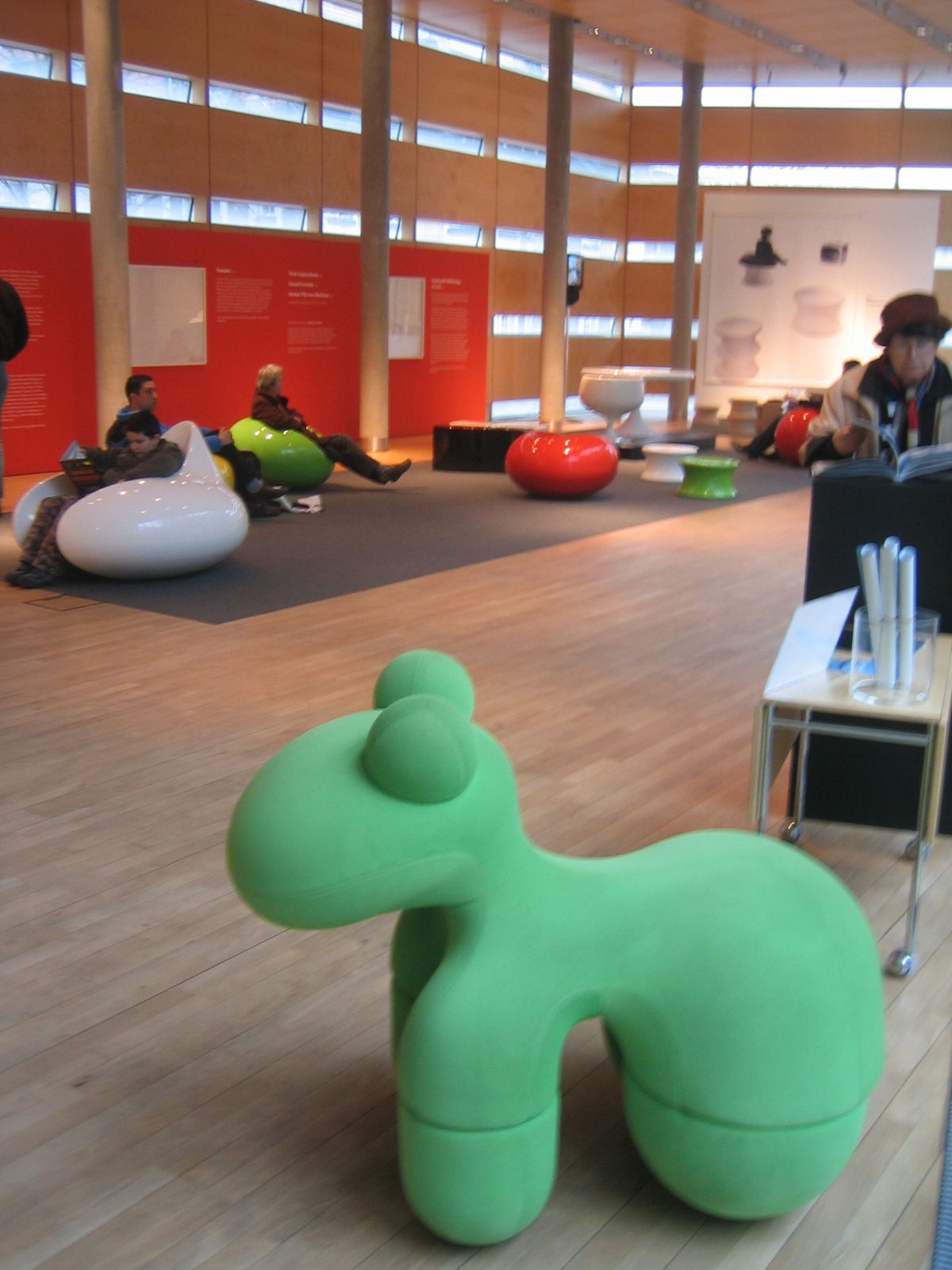
The pony chair
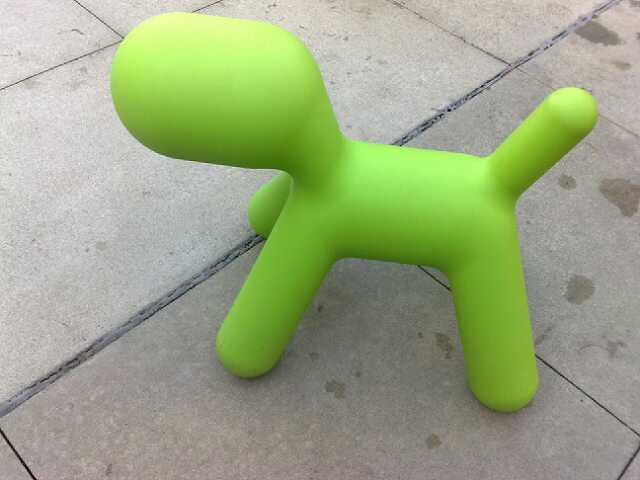
Android dog

## Legături externe
- Site-ul oficial
- Distribuitor oficial Eero Aarnio Arhivat în 18 ianuarie 2019, la Wayback Machine.
- Site-ul Adelta Ltd (engleză)
- Interviu cu Eero Aarnio Designlines